# دایئی
دایئی (انگلیسی: Daiei) شرکت خرده‌فروشی ژاپنی است، که در سال ۱۹۵۷ توسط ایساو ناکاوچی تأسیس شد.